# Houbové koření
Houbové koření je směs koření s příchutí hub. Směs je kombinací různých poměrů různých přísad podle preferencí výrobce. Jeho součástí je především houbová složka prostřednictvím buďto rozdrcených plodnic hub nebo houbového aroma, sůl, mletá semena koriandru, kmínu, hořčice a pepře, sušená mletá cibule, pastinák, mrkev, celer a petržel. Některé směsi obsahují také látky zvýrazňující chuť a upravující vzled a konzistenci.